# Ревиль, Альма
Альма Люси Ревиль, леди Хичкок (англ. Alma Lucy Reville, Lady Hitchcock; 14 августа 1899 — 6 июля 1982) — английский кинорежиссёр

, сценаристка и киномонтажёр. Стала известной благодаря своей работе с Альфредом Хичкоком, за которого вышла замуж в 1926 году.

## Биография
Родилась в Ноттингеме, вторая дочь Мэтью Эдварда и Люси Ревиль (урожденной Оуэн, англ. Owen).
Наиболее известна как жена и соавтор сэра Альфреда Хичкока, которого она встретила, когда они работали вместе в знаменитой студии «Paramount Famous Players-Lasky» в Лондоне в начале 1920-х годов. Талантливый редактор Альма работала над созданием британских фильмов с такими режиссёрами, как Бертольд Виртел и Морис Эльва, хотя большинство своего времени она тратила во время работы вместе с её мужем. Кино было страстью супруги.
Альма перешла в католичество из протестантизма, и была всего на один день моложе своего мужа. Альма и Альфред поженились 2 декабря 1926 года в церкви Brompton Oratory в Лондоне; их дочь Патриция Хичкок родилась 7 июля 1928 года.
Альма Ревиль умерла по естественным причинам в возрасте 82 лет, через два года после смерти Хичкока. Она страдала от рака молочной железы за несколько лет до смерти, но полностью оправилась от этой болезни. Похоронена в Лос-Анджелесе, Калифорния.

## Фильмография
- 1927 — Ринг / The Ring
- 1928 — Постоянная нимфа / The Constant Nymph
- 1928 — Первенец / The First Born
- 1928 — Пузырь южного моря / A South Sea Bubble
- 1929 — Романтика Севильи / A Romance of Seville
- 1929 — После приговора / After the Verdict
- 1930 — Юнона и павлин / Juno and the Paycock
- 1930 — Убийство! / Murder!
- 1931 — Нечестная игра / The Skin Game
- 1931 — Мэри / Mary
- 1931 — Аутсайдер / The Outsider
- 1931 — Богатые и странные / Rich and Strange
- 1931 — Салли в нашем переулке / Sally in Our Alley
- 1932 — Девять до шести / Nine Till Six
- 1932 — Водяные цыгане / The Water Gipsies
- 1932 — Номер семнадцать / Number Seventeen
- 1933 — Венские вальсы / Waltzes from Vienna
- 1934 — Запретная территория / Forbidden Territory
- 1935 — Снова проходим третий этаж / The Passing of the Third Floor Back
- 1936 — Секретный агент / Secret Agent
- 1936 — Саботаж / Sabotage
- 1937 — Молодой и невинный / Young and Innocent
- 1939 — Таверна «Ямайка» / Jamaica Inn
- 1941 — Подозрение / Suspicion
- 1943 — Тень сомнения / Shadow of а Doubt
- 1947 — Дело Парадайна / The Paradine Case
- 1950 — Страх сцены / Stage Fright